# Yèvres-le-Petit
Pour les articles homonymes, voir Yèvres (homonymie).
Yèvres-le-Petit est une commune française, située dans le département de l'Aube en région Grand Est.

## Géographie

### Localisation
|       | Pars-lès-Chavanges | Courcelles-sur-Voire |
| Braux | Yèvres-le-Petit    |                      |
|       |                    | Rosnay-l'Hôpital     |

### Hydrographie
La commune est dans la région hydrographique « la Seine de sa source au confluent de l'Oise (exclu) » au sein du bassin Seine-Normandie. Elle est drainée par le Petit Ravet,.

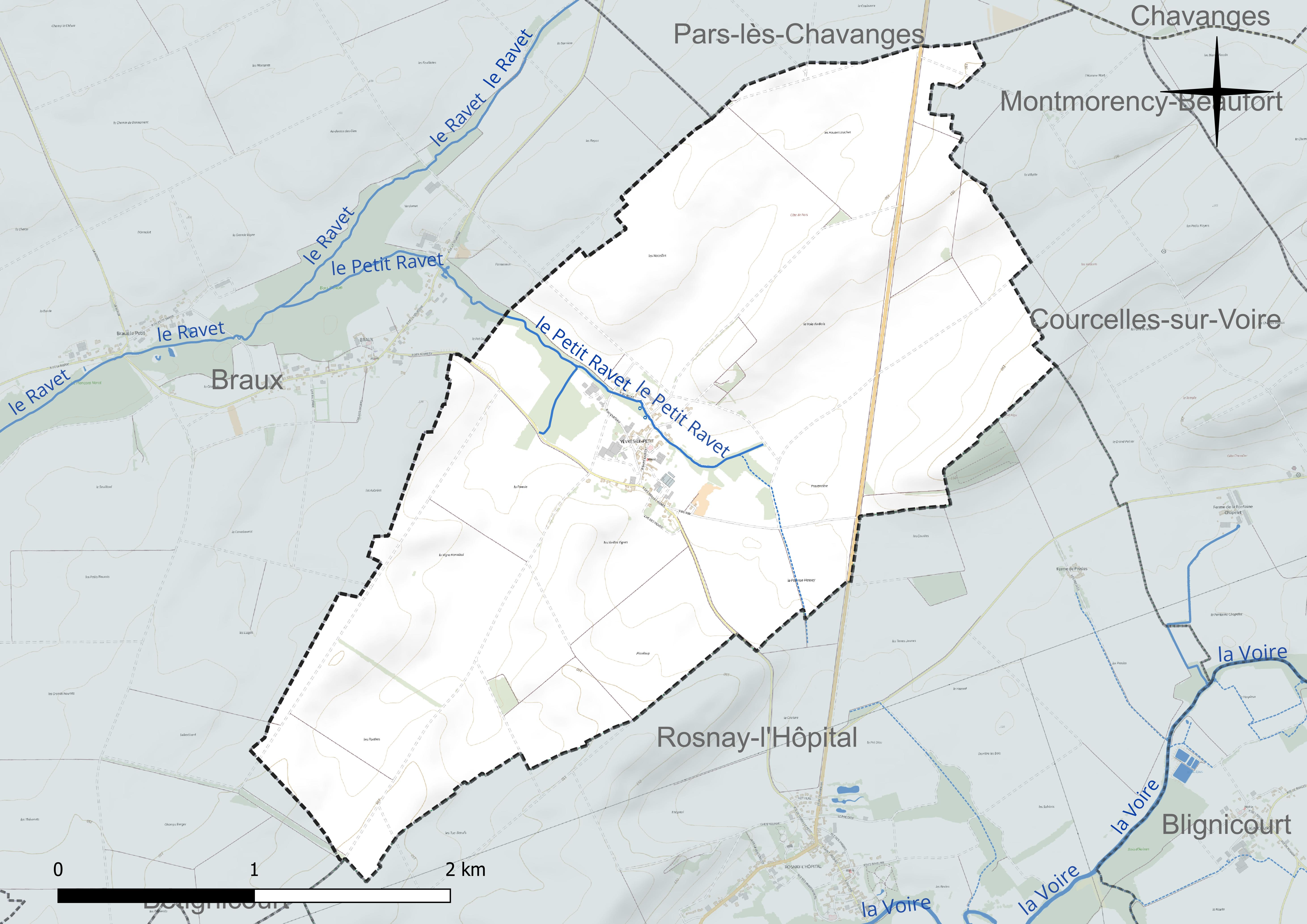
Réseau hydrographique d'Yèvres-le-Petit.

### Climat
Pour des articles plus généraux, voir Climat du Grand Est et Climat de l'Aube.
En 2010, le climat de la commune est de type climat océanique dégradé des plaines du Centre et du Nord, selon une étude du Centre national de la recherche scientifique s'appuyant sur une série de données couvrant la période 1971-2000. En 2020, Météo-France publie une typologie des climats de la France métropolitaine dans laquelle la commune est exposée à un climat océanique altéré et est dans une zone de transition entre les régions climatiques « Nord-est du bassin Parisien » et « Lorraine, plateau de Langres, Morvan ». 
Pour la période 1971-2000, la température annuelle moyenne est de 10,5 °C, avec une amplitude thermique annuelle de 16,1 °C. Le cumul annuel moyen de précipitations est de 763 mm, avec 11,6 jours de précipitations en janvier et 8,4 jours en juillet. Pour la période 1991-2020, la température moyenne annuelle observée sur la station météorologique de Météo-France la plus proche, « Mathaux-Étape », sur la commune de Mathaux à 12 km à vol d'oiseau, est de 11,5 °C et le cumul annuel moyen de précipitations est de 733,9 mm. 
La température maximale relevée sur cette station est de 41,5 °C, atteinte le 25 juillet 2019 ; la température minimale est de −18 °C, atteinte le 2 janvier 1997,,. 
Les paramètres climatiques de la commune ont été estimés pour le milieu du siècle (2041-2070) selon différents scénarios d'émission de gaz à effet de serre à partir des nouvelles projections climatiques de référence DRIAS-2020. Ils sont consultables sur un site dédié publié par Météo-France en novembre 2022.

## Urbanisme

### Typologie
Au 1er janvier 2024, Yèvres-le-Petit est catégorisée commune rurale à habitat très dispersé, selon la nouvelle grille communale de densité à 7 niveaux définie par l'Insee en 2022.
Elle est située hors unité urbaine. Par ailleurs la commune fait partie de l'aire d'attraction de Brienne-le-Château, dont elle est une commune de la couronne,. Cette aire, qui regroupe 30 communes, est catégorisée dans les aires de moins de 50 000 habitants,.

### Occupation des sols
L'occupation des sols de la commune, telle qu'elle ressort de la base de données européenne d’occupation biophysique des sols Corine Land Cover (CLC), est marquée par l'importance des territoires agricoles (93,6 % en 2018), en diminution par rapport à 1990 (94,4 %). La répartition détaillée en 2018 est la suivante : 
terres arables (93,6 %), zones urbanisées (4,4 %), forêts (2 %). L'évolution de l’occupation des sols de la commune et de ses infrastructures peut être observée sur les différentes représentations cartographiques du territoire : la carte de Cassini (XVIIIe siècle), la carte d'état-major (1820-1866) et les cartes ou photos aériennes de l'IGN pour la période actuelle (1950 à aujourd'hui).

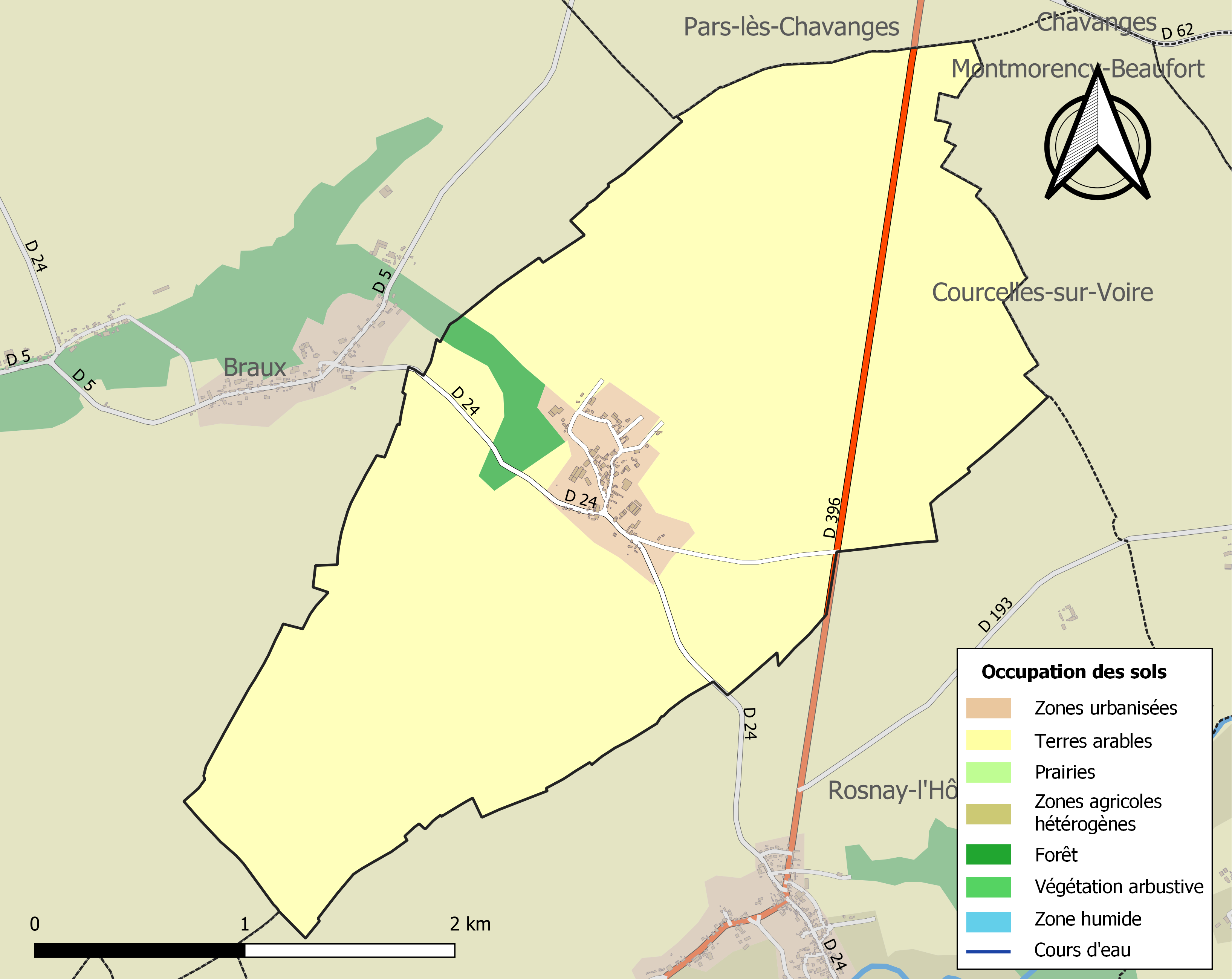
Carte des infrastructures et de l'occupation des sols de la commune en 2018 (CLC).

## Histoire
On doit ces renseignements  au Dictionnaire Historique de la Champagne Méridionale, d’Alphonse Roserot.
Ce petit village qui compte soixante-sept habitants au dernier recensement se trouve être le dernier de la liste alphabétique des communes du département. Si modeste qu’il soit, il n’est pas le dernier dans le cœur de ceux qui y vivent.
Son nom s’orthographiait autrefois Yèvre. C’est une altération du latin Evrea, Evra. L’addition de l’s final ne date que du XIXe siècle. Quant au qualificatif le Petit, il a été autorisé par un décret du 4 février 1919.
Sur le cadastre de 1811 on note les noms des territoires : Averly, le Biat, la Borde, le Chemin des Romains, les Fours, étang Gilles ou Gillet, Perte-Sèche.	
À propos du Biat, Courtalon relève que le chef de la famille Le Courtois, originaire de Bourgogne, anoblie par Charles VI en 1396, était seigneur de Blignicourt, mais aussi de Bucey-en-Othe...et du fief de Biat sur le territoire d’Yèvre. La dernière descendante de cette famille  éteinte, Louise Le Courtois, porta ses terres dans la famille de Mesgrigny  en 1732 : elle  épousa  Pierre-François de Mesgrigny, vicomte de Troyes, dont il fut maire  de 1766 à 1769.
Jusqu’en  1789, Yèvre dépendait de l’intendance et de la généralité de Châlons, élection de Bar-sur-Aube, et du bailliage de Chaumont.
L’intendance était le siège de l’administration de la province. L’intendant représentait  le roi.
La généralité : le royaume était divisé en généralités établies pour faciliter la levée des impôts. Chaque généralité était divisée en élections et avait un tribunal appelé bureau des finances
Le bailliage était le tribunal qui rendait la justice sous l’autorité d’un officier du roi, le bailli.
L’Ancien Régime savait administrer la France. Mais les responsables de ces différentes  fonctions n’étaient pas des fonctionnaires au sens où nous l’entendons aujourd’hui. Ils avaient acheté leur charge et celle-ci était héréditaire. C’était leur fonds de commerce et souvent, ils se payaient sur la bête, si l’on ose dire.
Bossuet écrit quelque part:
« Les grandes charges peuvent devenir aisément des mines d’or, lorsque ceux qui les possèdent veulent renoncer à leur honneur et à leur conscience ».
Pendant la période révolutionnaire, la commune a fait partie du canton de Chavanges, du 29 janvier au 29 novembre 1790, puis du canton de Rosnay jusqu’en l’an IX, c’est-à-dire en 1800.

## Politique et administration
| Période                                  | Période  | Identité                        | Étiquette | Qualité       |
| ---------------------------------------- | -------- | ------------------------------- | --------- | ------------- |
| mai 2008                                 | En cours | Marie-Christine Mignot-Védrenne | SE        | Horticultrice |
| Les données manquantes sont à compléter. |          |                                 |           |               |

## Démographie
L'évolution du nombre d'habitants est connue à travers les recensements de la population effectués dans la commune depuis 1793. Pour les communes de moins de 10 000 habitants, une enquête de recensement portant sur toute la population est réalisée tous les cinq ans, les populations de référence des années intermédiaires étant quant à elles estimées par interpolation ou extrapolation. Pour la commune, le premier recensement exhaustif entrant dans le cadre du nouveau dispositif a été réalisé en 2008.

En 2022, la commune comptait 54 habitants, en évolution de −8,47 % par rapport à 2016 (Aube : +0,7 %, France hors Mayotte : +2,11 %).
| 1793 | 1800 | 1806 | 1821 | 1831 | 1836 | 1841 | 1846 | 1851 |
| ---- | ---- | ---- | ---- | ---- | ---- | ---- | ---- | ---- |
| 204  | 179  | 167  | 162  | 166  | 180  | 168  | 178  | 186  |

| 1856 | 1861 | 1866 | 1872 | 1876 | 1881 | 1886 | 1891 | 1896 |
| ---- | ---- | ---- | ---- | ---- | ---- | ---- | ---- | ---- |
| 178  | 181  | 174  | 105  | 148  | 137  | 146  | 134  | 117  |

| 1901 | 1906 | 1911 | 1921 | 1926 | 1931 | 1936 | 1946 | 1954 |
| ---- | ---- | ---- | ---- | ---- | ---- | ---- | ---- | ---- |
| 113  | 112  | 111  | 88   | 93   | 102  | 97   | 90   | 83   |

| 1962 | 1968 | 1975 | 1982 | 1990 | 1999 | 2006 | 2008 | 2013 |
| ---- | ---- | ---- | ---- | ---- | ---- | ---- | ---- | ---- |
| 69   | 81   | 73   | 68   | 59   | 67   | 72   | 74   | 63   |

| 2018 | 2022 | - | - | - | - | - | - | - |
| ---- | ---- | - | - | - | - | - | - | - |
| 55   | 54   | - | - | - | - | - | - | - |

## Culture locale et patrimoine

### Lieux et monuments
Sous le vocable Saint-Laurent, l'église est  du XVe siècle.
Son plan a la forme d’une croix latine : abside, transept, nef et collatéraux. Les piliers sont cylindriques et cantonnés de colonnettes. Une partie manque de chapiteaux.
Négligée, comme beaucoup d’autres, durant des décennies, très endommagée par l’ouragan du 24 décembre 1999 alors qu’une importante tranche de travaux venait d’être effectuée.

### Personnalités liées à la commune

#### Seigneurs laïques
Le fief relevait de Rosnay.
Entre 1227 et 1234, Humbert de Viâpres était vassal de Rosnay à Jasseines et à Yèvre, et, en même temps que lui, Agnès de Viâpres pour ce qu’elle avait à Rosnay, à Jasseines et à Yèvre.
En janvier 1247, Jean de Baaliaco, sans doute Bailly-le-Franc, chevalier, fit don à la maison-Dieu de Saint-Utin, dans la Marne, du quart de son terrage d’’Yèvre (Evra) qui avait été légué par Bertride, fille de Flandrine de Rosnay.
En 1274 ou 1275, Geoffroi de Jasseines avait deux parts du grand terrage d’Yèvre; la moitié était tenue de lui par son frère Ogerin.
En 1317, Jean, fils de Simunni d’Yèvre donna un aveu et dénombrement à la duchesse d’Athènes, comtesse de Brienne. Mais ce n’était peut-être pas pour Yèvre, ces modestes seigneurs détenant souvent plusieurs fiefs en différentes contrées. (Un aveu est un acte qui établit une relation   entre deux personnes, qui lie le vassal et son suzerain. Le dénombrement est une déclaration par le vassal des héritages et des droits qu’il tient de son seigneur.)
Il faut aller ensuite jusqu’au XVIIe siècle pour retrouver des noms de seigneurs. Là on voit que la famille de Bove ou des Boves, qui avait acquis en 1563 la seigneurie du chapitre Saint-Étienne de Troyes en était encore en possession en 1604, en la personne de Guillemette des Boves, aussi dame de Courcelles-lez-Brienne ou Courcelles-sur-Voire, femme de Jean de Brion, seigneur de Brantigny, gentilhomme ordinaire de la Chambre du Roi.
Guillemette mourut sans doute avant 1627, année où son fils, Philippe de Brion était déjà seigneur d’Yèvre.Il dut mourir avant son père, car en 1636 les successions de Jean de Brion et de sa femme étaient vacantes.
La terre fut sans doute rachetée par la famille Raulet. En 1640, elle appartenait à Claude Raulet, seigneur de Souain, lors de son mariage avec Marguerite de Bossancourt. En 1667 il demeurait à Yèvre.
En 1732, il y avait plusieurs seigneurs, les mêmes que pour Bétignicourt et Jasseines, entre autres une certaine « Minette », Demoiselle de Mellette.
En 1761, Monsieur du Fresne de Longueville. En 1765, Anne de Joybert, aussi Dame de Bétignicourt et de Jasseines.En 1768 et 1771, Mademoiselle Marie-Charlotte Carbon, représentant Monsieur de Trudaine de Fourdrinois, son aïeul. Vers 1789, Congniasse-Desjardins.

## Héraldique
| Blason de Yèvres-le-Petit | Blason  | D'or au pairle de gueules; au chef parti au 1er d'azur à la bande d'argent chargée d'une palme de sinople et côtoyée de deux doubles cotices potencées contre potencées d'or, au 2e de sinople à sept épis de blés empoignés en éventail et liés d'or. |
| Blason de Yèvres-le-Petit | Détails | Le statut officiel du blason reste à déterminer. |